# Лигрон
 Лигрон — деревня в Якшур-Бодьинском районе Удмуртской Республики Российской Федерации.

## География
Деревня находится в центральной части республики, на северо-западе района, в зоне хвойно-широколиственных лесов, вдоль автодороги Старозяцинский тракт, соединяющий Старые Зятцы и Якшур-Бодья, примыкая к южной окраине (улица Свободы) села Старые Зятцы.

### Климат
Климат характеризуется как умеренно континентальный, с продолжительной холодной многоснежной зимой и относительно коротким тёплым летом. Среднегодовая многолетняя температура воздуха составляет 2,4 °С Средняя температура воздуха самого тёплого месяца (июля) — 18 °C (абсолютный максимум — 36,6 °C); самого холодного (января) — −15 °C (абсолютный минимум — −47,5 °C). Среднегодовое количество атмосферных осадков составляет 532 мм, из которых большая часть выпадает в тёплый период.

## История
Входила в состав Старозятцинского сельского поселения, упраздненного Законом Удмуртской Республики от 11.05.2021 № 43-РЗ к 25 мая 2021 года.

## Население
| 2010 | 2012 |
| ---- | ---- |
| 93   | ↘88  |

### Национальный состав
Согласно результатам переписи 2002 года, в национальной структуре населения удмурты составляли 43 % населения, русские 53 % из 112 чел.

## Инфраструктура
Личное подсобное хозяйство.

## Транспорт
Деревня доступна автотранспортом. Остановка общественного транспорта «Лигрон».